# 鼻外觀整型手術
鼻外觀整型手術 （英文：Rhinoplasty）、又被稱為隆鼻，是一種將鼻子的外觀進行調整或重建的一種行為，主要訴求為使鼻子更加的美觀，常用於解決一些因意外引發的鼻部外傷，或由於先天性缺陷造成呼吸障礙，後者又可稱為功能型鼻整形。

## 歷史
鼻外觀整型手術（或稱鼻部手術）最早是在古印度，草藥醫生Sushruta（約公元前800年），記載在Sushruta手札中（約公元前500年）在裡面收錄了他進行手術重建鼻子的過程。Sushruta和他的學生當時便在開發和應用整形外科技術，由於當時宗教等許多文化因素類似的整形外科技術常用在重建鼻子，生殖器、耳垂、等等。

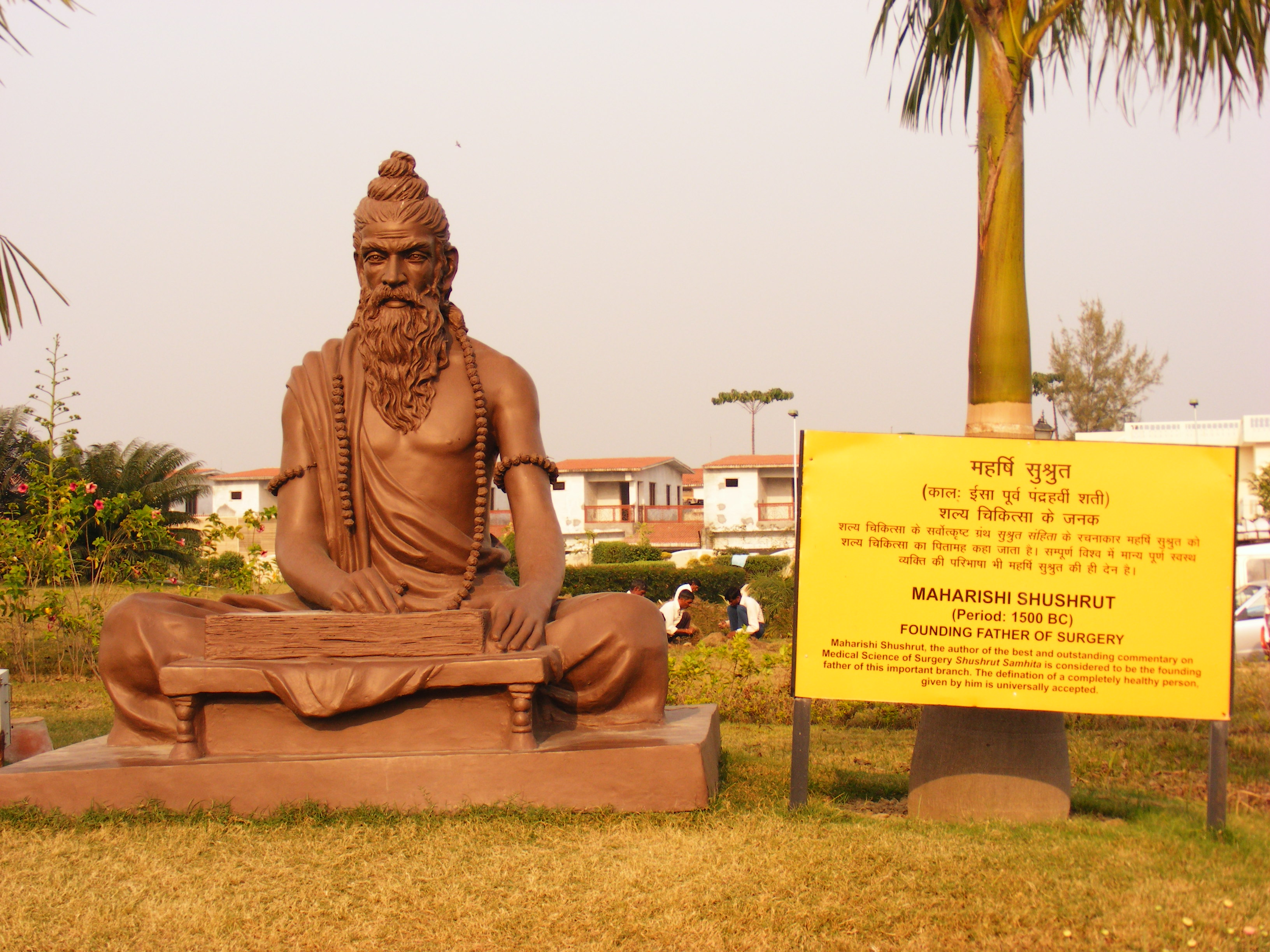
隆鼻之父Sushruta(ca. 800 BC)

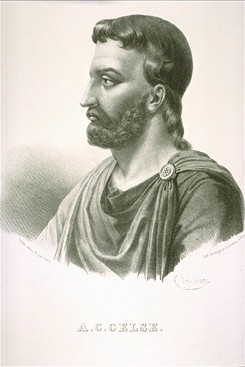
古羅馬學者 科尼利厄斯塞爾蘇斯（Cornelius Celsus）.

在羅馬帝國時期（公元前27年 - 公元476年）由學者科尼利厄斯塞爾蘇斯（Cornelius Celsus，約公元前25年 - 公元50年）出版的De Medicina（醫藥）（公元14年），中有描述校正和重建的鼻子和身體其他部位的整形外科技術和程序。
在拜占庭羅馬皇家院中的皇家醫師Oribasius（約公元320-400），出版長達70捲的""'Synagogue Medicae""中亦有記載隆鼻手術的描述，主要描述的使用特點在如何無損面部外觀進行外科?合或如何進行傷口的清創，如何去除受損組織，以防止感染惡化等加速傷口癒合的方式l以及如何促使臉部（鼻、眉、唇）自癒能力，使患者恢復正常面貌。
然而在中古世紀（公元5 - 15世紀），羅馬帝國崩壞後（公元476年）由於局勢混亂古印度草藥醫生Sushruta手札輾轉流傳至歐洲，直至十世紀後，由盎格魯撒克遜醫師手冊以古英語撰寫Bald's Leechbook（約公元920）內容描述唇裂（cleft lip）的整形修復；作為醫療彙編，“Leechbook”書中分類內科疾病和治療顯著外用藥，提供草藥補救措施，並提供超自然的咒語（祈禱），在有需要時。

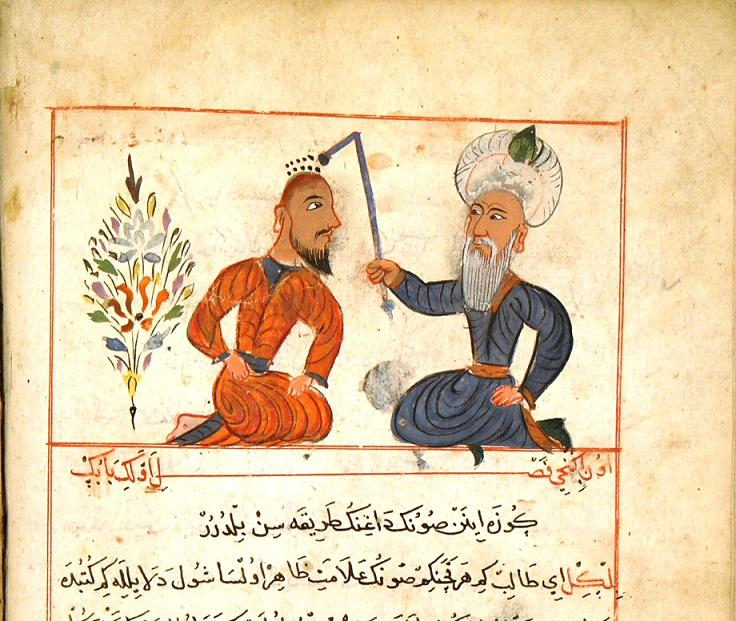
250px奧斯曼隆鼻醫師?erafeddin Sabuncuo?lu (1385–1468).

在11世紀，在大馬士革的阿拉伯醫師Ibn Abi Usaibia（1203年至1270年）翻譯Sushruta手札將原文梵文譯成阿拉伯文。在當時，Sushruta的手札被彙編至'Cerrahiyet-UL Haniye（皇家外科，15th c.），並改良其手術技術的加入縮乳的內容。
在意大利，Gasparo Tagliacozzi（1546年至1599年），在在博洛尼亞大學教授手術和人體解剖學，出版Curtorum Chirurgia Per Insitionem'“（The Surgery of Defects by Implantations，1597年），技術上的應用常用於處理士兵的面部創傷的修復和重建
隨著時間的過去，在公元前五世紀的印度鼻外觀整型手術技術 - 特色鼻部皮瓣移植 - 又再一次於在18世紀的邁索爾戰爭（1789年至1792年）中被發現提起，

當時東印度公司外科醫生托馬斯（Thomas Cruso）和詹姆斯·芬德利（James Findlay）目睹了在英國居住在印度隆鼻程序浦那。

在“馬德拉斯憲報（Madras Gazette）上發表鼻外觀整型手術過程中的照片和其鼻重建的成果;隨後，在1794年10月倫敦”君子雜誌（Gentleman's Magazine）“，
由外科醫生托馬斯（Thomas Cruso）和詹姆斯·芬德利（James Findlay）出版一本圖文並茂的報告，描述二十三個世紀前由古印度Sushruta開始流傳的鼻部皮瓣移植技術的改進。
在德國，隆鼻技術又再一次的改進，由柏林大學教授卡爾·費迪南德·馮·格雷夫（Karl Ferdinand von Grafe，1787-1840），出版了Rhinoplastik（鼻部重建.1818）
其中描述了一位患者從手臂取得皮膚組織的過程，並且整理鼻外觀整型手術外科手術的歷史（印度、義大利以至當代），更提及將技術改進至眼瞼唇裂?裂等部位的技術。
其門生約翰·弗里德里希（[Johann Friedrich Dieffenbach，1794–1847），成為第一位整型外科醫師並且出版'Die Operative Chirurgie'（外科手術,1845），從而將之成為一項基本醫療項目並且該書本成為接下來整型外科醫師的基本初學書本。
此外，由普魯士·雅克·約瑟夫·（Prussian Jacques Joseph，1865–1934）出版的Nasenplastik und sonstige Gesichtsplastik（鼻外觀整型手術和其他面部整形手術，1928年）
更精進了透過小範圍切口進行鼻外觀整型手術的手術技術。
在美國1887年時，耳鼻喉科醫師約翰·奧蘭多（John Orlando Roe，1848–1915），進行當代第一次的鼻內鼻外觀整型手術手術（封閉式鼻外觀整型手術），在他的報導中，將稱為獅子鼻的畸形鼻透過簡單的操作矯正。
在二十世紀初由弗里爾（Freer）和基利安（Killian），分別在1902與1904年發表粘膜下鼻中隔切割成形術'（SMR）的改進方式，自此成為接下來新創技術的基礎，
1921年時由A. Rethi發表了透過小切口調整鼻尖的外科鼻外觀整型手術方式。
然而，在二十世紀中葉，儘管隆鼻技術的精進，但鼻外觀整型手術依然停留在手術的做法 - 直到20世紀70年代，Padovan介紹了他的技術改進方式，並且倡導更多元的鼻外觀整型手術方法，鼻外觀整型手術的技術又有一次的進步。
在1973年時由古德曼（Goodman）發表了External Approach to Rhinoplasty，更推動了技術與流程的發展。 In 1982, Jack Anderson reported his refinements of nose surgery technique in the article Open Rhinoplasty: An Assessment (1982).
鼻外觀整型手術外科手術在20世紀70年代，主要的應用是在於首次鼻外觀整型手術的病人，而非做二次鼻外觀整型手術的患者（指經過第一次失敗的鼻外觀整型手術手術，於1987年Jack P. Gunter公開了他對於二次鼻外觀整型手術患者的鼻外觀整型手術方法，
並且改進其技術，降低隆鼻手術的失敗率。.

## 手术类型

### 開放式手術
是將患者進行全身麻醉，或局部麻醉下進行，一般來說整型外科醫生首先分離鼻部皮膚與皮下軟組織，並且放入框架(鼻模)進行'重塑'的動作，並且縫合切口，透過膠帶固定剛完成手術的鼻子，以促進癒合。

#### 鼻模材料
因應不同的患者需求，使用於鼻外觀整形手術的鼻模包含了生物組織與非生物組織兩種材質，也有混合同時進行的情況，以加強或是改變鼻部的輪廓。

##### 生物組織
生物組織若是自體移植，通常是從鼻中隔取得，但如果不足夠使用，便或朝肋軟體或耳軟體取得。當隆鼻需要植骨時，通常是從頭蓋體、臂部、肋骨來取得，此外如不自體移植，也是可以使用人工合成的框架來加強鼻樑。
隨著醫學發展，目前也有異體移植的方式，稱為異體肋軟骨，這是一種新型生物活性材料，主要來源是由合法器官捐贈。透過脫細胞去抗原、消毒滅菌、真空冷凍乾燥與二次輻照滅菌，並經過嚴格的傳染病學檢查，杜絕所有細菌及病毒後，才能作為正式供體來源。
在臨床上，也會使用碎軟骨進行顏面整形。碎軟骨除了做鼻樑，也可放置下巴、蘋果肌、夫妻宮與額頭。

##### 非生物組織
又稱人工鼻模、假體, 包括傳統的矽膠或二代矽膠(Bistool)、Gore-tex(ePTFE)、及卡麥拉(內層矽膠外層Gore-tex)等。。
無論哪一種材料都有其優缺點，因此，需由患者與有經驗的專業鼻整形醫師進行術前溝通、術中施作、術後照護，才能提高手術的成功率及滿意度。

#### 攝影紀錄
為保障病人與醫師雙方的權益，在手術前會協商是否進行攝影紀錄，拍攝整個手術過程以及前後結果對照，由於鼻子是一個視覺較立體的位置，因此需要從正面、側面、下方等三種高度來進行拍攝。
- 照片A：鼻外觀整型手術完成後，醫師?合切口，並且微調鼻子。紫色墨水為指引線，以確保醫師的切割精確。
- 照片B：使用紙膠帶進行固定，並且準備放上金屬夾鼻板，以保護手術完成的鼻子受到保護。
- 照片C：透過金屬夾鼻板促進傷口癒合，並且保護新鼻子的生成組織
- 照片D：夾板固定後再以膠帶完成整個手術流程。

### 封闭式手术

#### 注射隆鼻手術
封閉式手術隆鼻是注射填充劑至鼻部組織，如膠原蛋白、玻尿酸、微晶瓷，來改變和塑造鼻型。
早期的嘗試使用的填充物大多是有毒物質如石蠟和矽。2000年後，醫生如博士 亞歷山大·里夫金，安德魯博士團映樂研製成功利用現代填料的良性技術。.

#### 填充劑材料
多數注射式隆鼻患者皆希望鼻樑又挺（高）又尖（銳）所以依物理特性材料當然是愈硬愈好，畢竟愈硬愈容易架高，愈軟愈容易塌陷。
至於持久度則是以FDA所定義的「材料維持時間」與一般人所認知的「視覺維持時間」會有所出入，雖材料僅消損一半但視覺上卻容易有完全消損的視覺。
因此術前應詢問清楚「材料維持時間」與「視覺維持時間」做區隔，以免想做微整隆鼻患者會有期望上的落差。

##### 微晶瓷填充物
微晶瓷其主成份（佔三成）是人體身體骨頭及牙齒中本來就存在的主要結構物質CaHA（含鈣及磷酸根），在2006年通過美國FDA做為組織填充劑，在2008年通過台灣衛生署做為組織填充物，由於較硬的特性，醫師很容易就可以在鼻樑上打出尖挺的效果，目前為較多醫師的隆鼻選擇材料。
在注射入真皮、皮下組織及肌肉後可完全被人體吸收而無殘留，施打完畢後視覺效果類似手術隆鼻放入骨框架，一般經驗剛施打完的兩周內會有視覺上20-30%的消散程度，而「材料維持時間」約18個月左右，時間算長，使用上缺點因會促進填充部位少許的結締組織增生，因此會增加往後要微整或手術隆鼻的困難度，而價格以同樣效果所花費的費用為三項填充物中最高的。微晶瓷由于不好吸收，现在已经慢慢被用户所抛弃，使用越来越少。

##### 玻酸填充物
玻尿酸為人體真皮組織成份之一，蛋白質過敏發生機率低，尤其是非動物性穩定玻尿酸（NASHA, Non-Animal Stabilized Hyaluronic Acid），更是大符降低過敏發生的機率，除此之外玻尿酸因來源製程不同也有不同特性，如有將玻尿酸將分子聚成小至大或混合形等數種產品。
依分子的大小而有其不同的應用，大分子的支撐度較佳，持久力較久，但施打於較淺層較易產生顆粒感，小分子不易產生顆粒感，支撐度較不佳而柔順，但持久力較短。
此外也有廠商依玻尿酸做鏈結的程度而分成數種產品，就好比是用一條線串起珍珠（鏈結少）或是數條線串起一個長條的珍珠帶（鏈結多），鏈結多的黏稠度高持久度較高，而凝集成團的機會也較高，反之鏈結少的持象度較低，而質感較柔順，而較不會凝結成團。

#### 膠原蛋白填充物
可以算是所有組織填充物的先驅，其應用於微整形已經20幾年的時間，但因為1998年發生了狂牛症的恐荒潮，也因此除了歐洲以外都明令禁止以牛來來源所生產出來的膠原蛋白，一方面因目前並無因施打膠原蛋白產生狂牛症的個案，另一方面生產膠原蛋白的廠商大多也以老鼠、豬做為來源來生產膠原蛋白，因此美國藥物食品管理局也重新列膠原蛋白可做為組織填充劑。
膠原蛋白為脊椎動物體內含量最豐富的蛋白質，佔了人體蛋白質的四分之一，作為填充物時其特性是硬度佳、可促進止血、促進傷口癒合及組織修復。
在注射入真皮、皮下組織及肌肉後可完全被人體吸收而轉成身體的一部份而有30-50%可以存在數十年的時間；而施打後的數小時內因溶劑的吸收而會有立即填充的量變少的效果，多數經驗上會有50%的消散程度，而填充量變少加上膠原蛋白容易聚集的特性，醫師需要一些經驗和技巧才不會讓它在鼻樑上變成一團一團的串珠感。
因施打完會有立即施打容積縮小的情況，所以在醫師經驗與技術需求上較高。
另外膠原蛋白「材料維持時間」為6個月左右相較其它兩項填充物較短，目前仍有30-50%機率又可存在十年的時間；所以因它既短且長的特性，仍有不少醫師選用。至於價格以同樣效果所花費的費用為中間。

## 手术风险
由於鼻子是五官中最突出的部位，鼻子的變化能相當程度地影響整體容貌，因此越來越多人因為重視美觀而進行鼻外觀整形手術，但只要是手術就有其風險，隆鼻手術常見的併發症與後遺症包含：鼻模假體穿出、鼻部泛紅、鼻頭孿縮、發炎感染、注射劑殘留令鼻部變形如駝峰...等，甚至有患者在術中因注射針戳破血管、微晶瓷填充物逆流導致失明的案例。